# Heitor TP
Heitor TP é o segundo álbum do compositor e violonista brasileiro Heitor Pereira. O nome do álbum remete às iniciais do sobrenome do músico, "Teixeira Pereira". Como havia dificuldade de ser pronunciado pelo público estrangeiro, Heitor, à época em que tocava com o grupo Simply Red, acabou conhecido como "Heitor TP".

## Faixas
Lista de faixas:
| N.º            | Título                                       | Compositor(es)                         | Duração |  |
| 1.             | "Ligeirin"                                   | Heitor T.P.                            | 3:48    |  |
| 2.             | "Infinity"                                   | Heitor T.P.                            | 3:47    |  |
| 3.             | "River of Life (Mara's Theme)"               | Simon Climie, Dee Fredrix, Heitor T.P. | 3:47    |  |
| 4.             | "Mal da Lua"                                 | Heitor T.P.                            | 4:39    |  |
| 5.             | "Casa do Baião"                              | Heitor T.P.                            | 3:25    |  |
| 6.             | "Pulsar"                                     | Heitor T.P.                            | 4:48    |  |
| 7.             | "Manchester (participação de Mick Hucknall)" | Heitor T.P.                            | 5:11    |  |
| 8.             | "Unreal"                                     | Heitor T.P.                            | 4:20    |  |
| 9.             | "Marcha do Tempo"                            | Heitor T.P.                            | 4:38    |  |
| 10.            | "João Pernambuco"                            | Heitor T.P.                            | 3:32    |  |
| 11.            | "Frevo (Pra Nitera)"                         | Heitor T.P.                            | 5:33    |  |
| 12.            | "Mara"                                       | Heitor T.P.                            | 4:42    |  |
| Duração total: | Duração total:                               | Duração total:                         | 52:10   |  |